# Fritillaria reuteri
Fritillaria reuteri är en liljeväxtart som beskrevs av Pierre Edmond Boissier. Fritillaria reuteri ingår i Klockliljesläktet och i familjen liljeväxter. Inga underarter finns listade.

## Bildgalleri

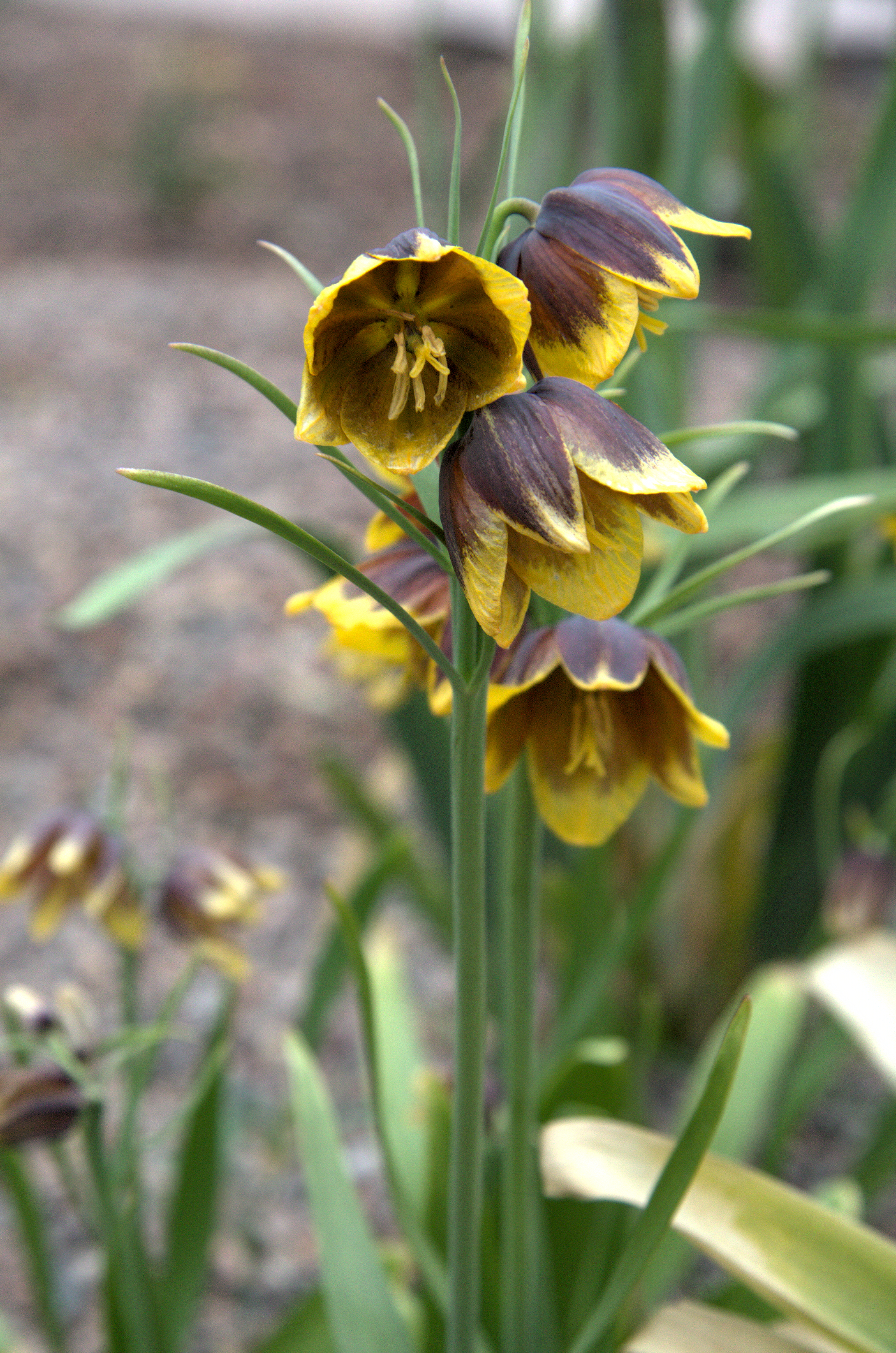